# توني سولير
توني سولير (بالإسبانية: Toni Soler)‏ هو لاعب كرة قدم إسباني في مركز الوسط، ولد في 23 مارس 1992 في بلنسية في إسبانيا. لعب مع نيو مكسيكو يونايتد.